# جيرمان ديريك
جيرمان ديريك (بالفرنسية: Germain Derijcke)‏ مواليد 2 نوفمبر 1929 في بلجيكا - الوفاة 13 يناير 1978، كان دراج بلجيكي في صنف سباق الدراجات على الطريق.

## سجل النتائج

### سباقات أو مراحل فاز بها
- طواف فرنسا

## الميداليات
| الميدالية | المسابقة                                    |
| --------- | ------------------------------------------- |
| فضية      | بطولة العالم لسباق الدراجات على الطريق 1953 |
| برونزية   | بطولة العالم لسباق الدراجات على الطريق 1955 |

## وصلات خارجية
- الموقع الرسمي

## روابط خارجية
- جيرمان ديريك على موقع أرشيف الدراجات (الإنجليزية)
- جيرمان ديريك على موقع إحصائيات الدراجات الإحترافية (الإنجليزية)
- جيرمان ديريك على موقع CycleBase (الإنجليزية)